# Lightning Jack
Lightning Jack ist eine US-amerikanisch-australische Westernkomödie aus dem Jahr 1994. Regie führte Simon Wincer; das Drehbuch schrieb Paul Hogan, der den Film auch produzierte und die Titelrolle übernahm.

## Handlung
Die Handlung spielt im Wilden Westen um das Jahr 1875. Der aus Australien stammende Lightning Jack Kane bewundert Jesse James und begeht Überfälle, die meist erfolglos verlaufen. Bei einem davon nimmt er den stummen Ben Doyle als Geisel. Es stellt sich heraus, dass Doyle selbst ein Räuber werden möchte. Er und Lightning Jack freunden sich an und agieren fortan gemeinsam.
Lightning Jack lernt Lana Castel kennen und wirbt um sie. Castel verliebt sich in ihn und warnt ihn, als Kopfgeldjäger in die Stadt kommen. Lightning Jack fühlt sich jedoch beleidigt, als er von ihr hört, dass auf ihn ein relativ niedriges Kopfgeld ausgesetzt wurde.
Die zwei Räuber planen einen Überfall auf eine Bank in einer anderen Stadt, die als besonders stark bewacht gilt. Zahlreiche Stadtbewohner gehören einer Bürgerwehr an. Jack erfährt, dass eine andere Bande dieselbe Bank ausrauben will und er überlegt, aufzugeben. Doyle entwickelt jedoch einen Plan, durch den die konkurrierende Bande von ihm verraten und von der Bürgerwehr festgenommen wird. Während die Stadt die Verhaftung feiert, bestehlen Kane und Doyle die Bank. Kane lässt sich gemeinsam mit den feiernden Stadtbewohnern fotografieren; dieses Foto erscheint in einer Zeitung, in der Kane zum besonders gefährlichen und gesuchten Verbrecher erklärt wird.
Jack und Doyle holen Lana Castel ab, wobei sie mit der Verkleidung die wartenden Kopfgeldjäger überlisten. Sie ziehen gemeinsam weg.

## Kritiken
Roger Ebert schrieb in der Chicago Sun-Times vom 11. März 1994, es sei unmöglich, Paul Hogan gegenüber abgeneigt zu sein und fast genauso schwer, seine zwar warmherzigen, aber „dümmlichen“ Filme zu mögen. Lightning Jack sei ein Beispiel dafür.
Die Zeitschrift Cinema schrieb, der Film sei ein „milder“ Western für „Fans des leichten Genusses“. Die schauspielerischen Möglichkeiten von Hauptdarsteller Paul Hogan seien „mehr als beschränkt“. Entweder man möge seinen „brachial-blöden Humor“ oder lasse „am besten die Finger von dieser wenig geistreichen Western-Parodie“.
Das Lexikon des internationalen Films schrieb, Lightning Jack sei ein „gewollt altmodisch inszenierter Western mit komödiantischem Anstrich“. Durch „das gute Spiel der Darsteller, ironische Brechungen und viele Genre-Zitate“ biete der „wortlastige Film für Freunde des Genres ansprechende Unterhaltung“.

## Hintergründe
Der Film wurde in Arizona, Colorado, New Mexico, Utah und Australien gedreht. Er spielte in den Kinos der USA ca. 16,8 Millionen US-Dollar ein. In Deutschland zählte man ca. 456.000 Kinozuschauer.